# Breuil-la-Réorte
Breuil-la-Réorte és un municipi francès situat al departament del Charente Marítim i a la regió de la Nova Aquitània. L'any 2007 tenia 344 habitants.

## Demografia

### Població
El 2007 la població de fet de Breuil-la-Réorte era de 344 persones. Hi havia 141 famílies de les quals 35 eren unipersonals (13 homes vivint sols i 22 dones vivint soles), 53 parelles sense fills i 53 parelles amb fills.
La població ha evolucionat segons el següent gràfic:
Habitants censats

### Habitatges
El 2007 hi havia 197 habitatges, 147 eren l'habitatge principal de la família, 25 eren segones residències i 24 estaven desocupats. 189 eren cases i 2 eren apartaments. Dels 147 habitatges principals, 118 estaven ocupats pels seus propietaris, 19 estaven llogats i ocupats pels llogaters i 10 estaven cedits a títol gratuït; 2 tenien una cambra, 6 en tenien dues, 12 en tenien tres, 26 en tenien quatre i 100 en tenien cinc o més. 135 habitatges disposaven pel capbaix d'una plaça de pàrquing. A 67 habitatges hi havia un automòbil i a 67 n'hi havia dos o més.

### Piràmide de població
La piràmide de població per edats i sexe el 2009 era:
| Homes | Edats   | Dones |
| ----- | ------- | ----- |
| 0     | 95 o +  | 0     |
| 2     | 90 a 94 | 2     |
| 5     | 85 a 89 | 8     |
| 2     | 80 a 84 | 6     |
| 9     | 75 a 79 | 9     |
| 9     | 70 a 74 | 8     |
| 5     | 65 a 69 | 10    |
| 9     | 60 a 64 | 9     |
| 12    | 55 a 59 | 6     |
| 17    | 50 a 54 | 22    |
| 14    | 45 a 49 | 12    |
| 9     | 40 a 44 | 6     |
| 7     | 35 a 39 | 9     |
| 8     | 30 a 34 | 9     |
| 9     | 25 a 29 | 8     |
| 7     | 20 a 24 | 11    |
| 7     | 15 a 19 | 9     |
| 6     | 10 a 14 | 5     |
| 7     | 5 a 9   | 4     |
| 8     | 0 a 4   | 5     |

## Economia
El 2007 la població en edat de treballar era de 216 persones, 152 eren actives i 64 eren inactives. De les 152 persones actives 132 estaven ocupades (71 homes i 61 dones) i 21 estaven aturades (9 homes i 12 dones). De les 64 persones inactives 35 estaven jubilades, 11 estaven estudiant i 18 estaven classificades com a «altres inactius».

### Ingressos
El 2009 a Breuil-la-Réorte hi havia 156 unitats fiscals que integraven 397,5 persones, la mediana anual d'ingressos fiscals per persona era de 15.762 €.

### Activitats econòmiques
Dels 7 establiments que hi havia el 2007, 1 era d'una empresa extractiva, 1 d'una empresa de fabricació d'altres productes industrials, 2 d'empreses de comerç i reparació d'automòbils, 1 d'una empresa financera, 1 d'una empresa de serveis i 1 d'una entitat de l'administració pública.
L'any 2000 a Breuil-la-Réorte hi havia 39 explotacions agrícoles que ocupaven un total de 2.730 hectàrees.

## Equipaments sanitaris i escolars
El 2009 hi havia una escola elemental integrada dins d'un grup escolar amb les comunes properes formant una escola dispersa.

## Poblacions més properes
El següent diagrama mostra les poblacions més properes.